# Androstachys
Androstachys johnsonii es una especie de árbol y el único miembro del género Androstachys perteneciente a la familia Picrodendraceae. Es nativa de África y Madagascar. Dentro del sur de África, se produce en la Provincia de Limpopo, Mpumalanga y Suazilandia. Es ampliamente utilizada en la parte sur de Mozambique, donde se le conoce como Simbirre, para pisos y se comercializa habitualmente para los pilares de cabañas y cercas. Se utiliza ampliamente para la construcción de las estructuras cercanas o en agua de mar por los operadores turísticos en Mozambique.

## Usos
Su madera es de interés económico, es tratada como mecrussé, y hace buen suelo. Rara vez es objeto de comercio, presumiblemente debido a la falta de suministro.

## Sinonimia
- Weihea subpeltata Sim, Forest Fl. Port. E. Afr.: 66 (1909).
- Androstachys subpeltata (Sim) E.Phillips, Mem. Bot. Surv. S. Africa 25: 460 (1951).[1]